# Notger II di San Gallo
Notger II di San Gallo, o Notker, italianizzato in Notgerio (Svevia, 930 – Liegi, 10 aprile 1008), fu abate benedettino di San Gallo e vescovo di Liegi.

## Biografia
Originario di una nobile famiglia della Svevia, fu educato nell'abbazia di San Gallo, nell'attuale Svizzera, della quale divenne abate, venendo chiamato a occupare la carica di vescovo di Liegi, nel 972, dall'imperatore Ottone II.
Nel 980, ricevette da Ottone II il privilegio di immunità generale «che rese il vescovo, sotto l'autorità imperiale, l'unico padrone delle terre, non avendo nessun altro funzionario reale né alcun conte, il diritto di penetrare nelle terre rese "immuni", per esercitarvi la giustizia, riscuotere le imposte e arruolare soldati». Da allora il vescovo divenne conte o principe nei propri territori e lo stato di Liegi un principato.
Nel 985, l'imperatrice Teofano – che esercitava il potere in luogo del figlioletto Ottone III – cedette a Notker tutta la contea di Huy.
Ricco e potente, il vescovo fu così in grado di lanciarsi in una politica di grande impegno: la città di Liegi si trasformò in un cantiere divenendo rapidamente degna di tale principe. Sviluppò il tessuto urbano della città, le sue fortificazioni e costruendo un nuovo palazzo vescovile, favorì il commercio e l'istruzione tanto che nel periodo in cui fu vescovo-feudatario, la città di Liegi fu chiamata, con molta esagerazione, l'Atene del Nord.
È sepolto nella Collegiata di Saint-Jean di Liegi.

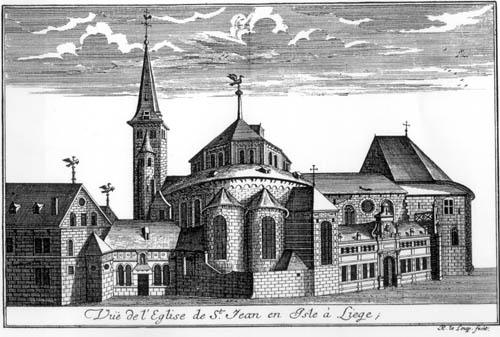
La Collegiata di Saint-Jean di Liegi